# Parlamentswahl in Italien 1876
- Sinistra: 414
- Destra: 94

Kartographische Darstellung der Ergebnisse

Die Parlamentswahl in Italien 1876 fand am 5. November und am 12. November 1876 statt.
Die Legislaturperiode des gewählten Parlaments dauerte vom 20. November 1876 bis zum 2. März 1880.

## Ergebnisse
605.007 Personen (2,2 % der Bevölkerung) besaßen das Wahlrecht. Davon beteiligten sich 358.258 (59,2 %) an der Wahl.
| Partei             | Anzahl der Stimmen | %      | Mandate |
| ------------------ | ------------------ | ------ | ------- |
| Historische Linke  | 243.319            | 70,2 % | 414     |
| Historische Rechte | 97.726             | 28,2 % | 94      |
| Sonstige           | 5.530              | 1,6 %  | 0       |
| Insgesamt          | 358.253            | 100    | 508     |

Mit dieser Wahl entstand eine politische Dominanz der Demokraten, die über die Fusion der Demokraten mit den Konstitutionellen 1913, bis ins Jahr 1919 hinausging.